# Euphemia van Rügen
Euphemia van Rügen (ca. 1280 - 1 mei 1312) was koningin-gemaal van Noorwegen. Zij is bekend gebleven omdat ze opdracht gaf tot de vertaling van drie hoofse romans in het Oudzweeds. De drie gedichten zijn bekend als de eufemiavisor (euphemiaverzen) en hebben een grote invloed gehad op de ontwikkeling van Zweedse dichtkunst.

## Biografie
Euphemia van Rügen was de dochter van Wizlaw II van Rügen en  Agnes van Braunschweig. Zij werd in eerste instantie verloofd met Nicolaas I van Rostock, maar trouwde in 1299 met Haakon V van Noorwegen. Het echtpaar had één kind, Ingeborg van Noorwegen, geboren in 1301. Al kort na haar geboorte werden er plannen gemaakt om haar uit te huwelijken aan de Zweedse prins Erik Magnusson, hertog van Sodermansland en een jongere broer van de koning van Zweden. Na moeizame onderhandelingen werd dit huwelijk in 1312 gesloten; Erik Magnusson werd ook benoemd tot de opvolger van Haakon V. Euphemia van Rügens kleinzoon Magnus Erikson zou uiteindelijk koning van Noorwegen en Zweden worden.

## Eufemiavisor
Euphemia van Rügen is bekend gebleven omdat zij opdracht gaf voor de vertaling van drie hoofse dichtromans in het Oudzweeds. Het gaat om de Herr Ivan Lejonriddaren, een vertaling van Yvain ou Le Chevalier au lion van Chrétien de Troyes, Hœrtogh Fredrik (Hertog Frederik van Normandië) en Flores och Blanzeflor, een vertaling van Floire et Blancheflor. Voor zover bekend was dit de eerste keer in de noordse literatuur dat een vrouw opdracht gaf voor de vertaling van een literair werk. De drie gedichten staan bekend als de eufemiavisor (euphemiaverzen).
Zij liet de gedichten in het Oudzweeds vertalen - en dus niet in het Oudnoors, de taal die aan haar eigen hof werd gesproken - als een eerbetoon aan haar beoogde schoonzoon de Zweedse hertog Erik Magnusson. Zij dienden ook om de status van het Noorse hof en van Ingeborg van Noorwegen te benadrukken. In de drie gedichten spelen voorgenomen huwelijken, hoofse liefde en de zoektocht naar een bruid een rol. Euphemia van Rügen was zelf actief betrokken bij de selectie van de te vertalen gedichten; in de tekst wordt verwezen naar haar rol als opdrachtgever.
De eufemiavisor hebben grote invloed gehad op de ontwikkeling van dichtkunst in Zweden. Zij horen bij de vroegste verhalende literatuur in het Oudzweeds. Zij introduceerden het thema van de hoofse liefde en speelden een rol bij de overgang van alliteratie naar eindrijm als de belangrijkste rijmvorm.
- Bibliothèque nationale de France: cb16641515h (data)
- Gemeinsame Normdatei: 142804274
- International Standard Name Identifier: 0000 0001 0787 7065
- Library of Congress Control Number: n2010009691
- LIBRIS: 339736
- Virtual International Authority File: 265919404
- WorldCat: E39PBJrRdHWPcFJwGy79qp8V4q